# Ревильяхихедо
Ревильяхихедо (англ. Revillagigedo Island) — остров в составе архипелага Александра, штат Аляска, США.

## География

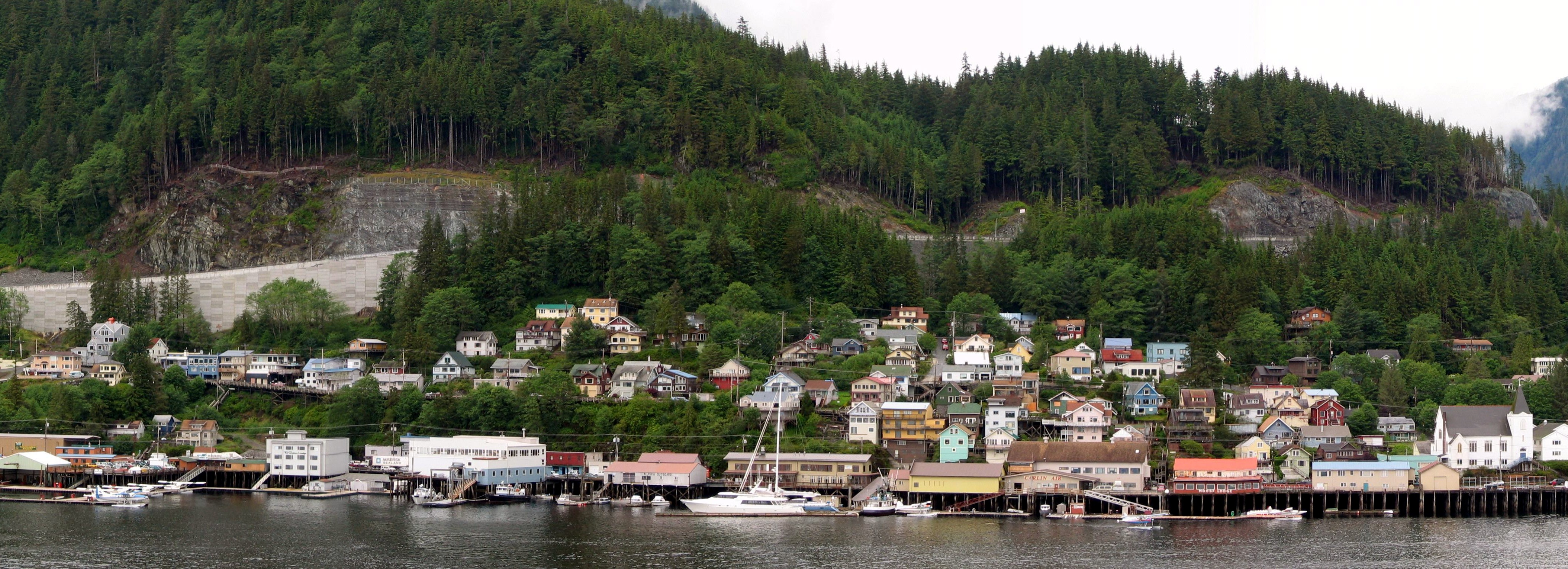
Вид на крупнейший город острова — Кетчикан

Размеры острова составляют 89 на 48 километров, площадь — 2755 км², что делает его 12-м по величине островом США и 166-м по величине островом в мире. Расстояние:
- до материка (на востоке) — около 1,5 километра в самой узкой части пролива Бем-Канал (Behm Canal[англ.])
- до острова Гравина (на юго-западе) — около 300 метров
- до острова Аннетт (на юге) — около 1,2 километра в самой узкой части пролива Ревильяхихедо-Ченнел (Revillagigedo Channel[англ.]).

## История
Остров был открыт испанским мореплавателем Хасинто Кааманьо (Jacinto Caamaño) в 1792 году, назван английским мореплавателем Джорджем Ванкувером в честь Хуана Висенте-де-Гуэмеса (Juan Vicente de Güemes, 2nd Count of Revillagigedo), вице-короля Новой Испании в 1789—1794 годах.

## Население
По переписи 2000 года на острове проживало 13 950 человек, подавляющее большинство из них в городах Кетчикен (13 025 жителей, с пригородами) и Саксман (431 житель) — оба населённых пункта расположены в южной части острова примерно в 4 километрах друг от друга.

## Экономика
Основные занятия жителей острова — рыболовство (Кетчикен, кроме прочего, называют «Мировая столица лосося»), лесозаготовка, производство консервов.
На соседнем острове Гравина действует аэропорт Кетчикен.

## Факты
- В 1953 году на острове шёл дождь, который не прекращался сто дней[2]. Одно из прозвищ главного города острова — «Столица дождя»[1].
- В 2005 году был предложен проект моста, который бы связывал соседние острова Гравина и Ревильяхихедо, заменив собой паромное сообщение. Несмотря на громкие заявления политиков и выделенные деньги в размере нескольких сотен миллионов долларов, строительство так и не было начато, деньги исчезли, проект получил неофициальное название «Мост в никуда»[3][4].